# Cattedrale della Natività (Chișinău)
La cattedrale della Natività di Cristo (in romeno: Catedrala Mitropolitană Nașterea Domnului) è il principale edificio di culto ortodosso della capitale moldava Chișinău. Posta nel distretto centrale della città, la cattedrale fa riferimento alla Chiesa ortodossa moldava, a sua volta dipendente dal patriarcato di Mosca.

## Storia
La cattedrale venne commissionata dal generale Michail Semënovič Voroncov, governatore della Nuova Russia e viceré di Bessarabia, e dal metropolita Gavril Bănulescu-Bodoni nel 1830. Il progetto venne affidato all'architetto russo Avraam Melnikov che diede alla nuova chiesa di Chișinău una forte impronta neoclassica, traendo spunto dalla cattedrale della Trasfigurazione di Odessa.
Nel corso della seconda guerra mondiale l'edificio venne bombardato, mentre nel 1962 le autorità locali, che avevano trasformato la chiesa in un centro spettacoli, demolirono il campanile. Con la caduta dell'URSS e l'indipendenza della Moldavia la cattedrale tornò alla sua funzione originaria di edificio di culto. Il campanile venne ricostruito nel 1997.

## Descrizione

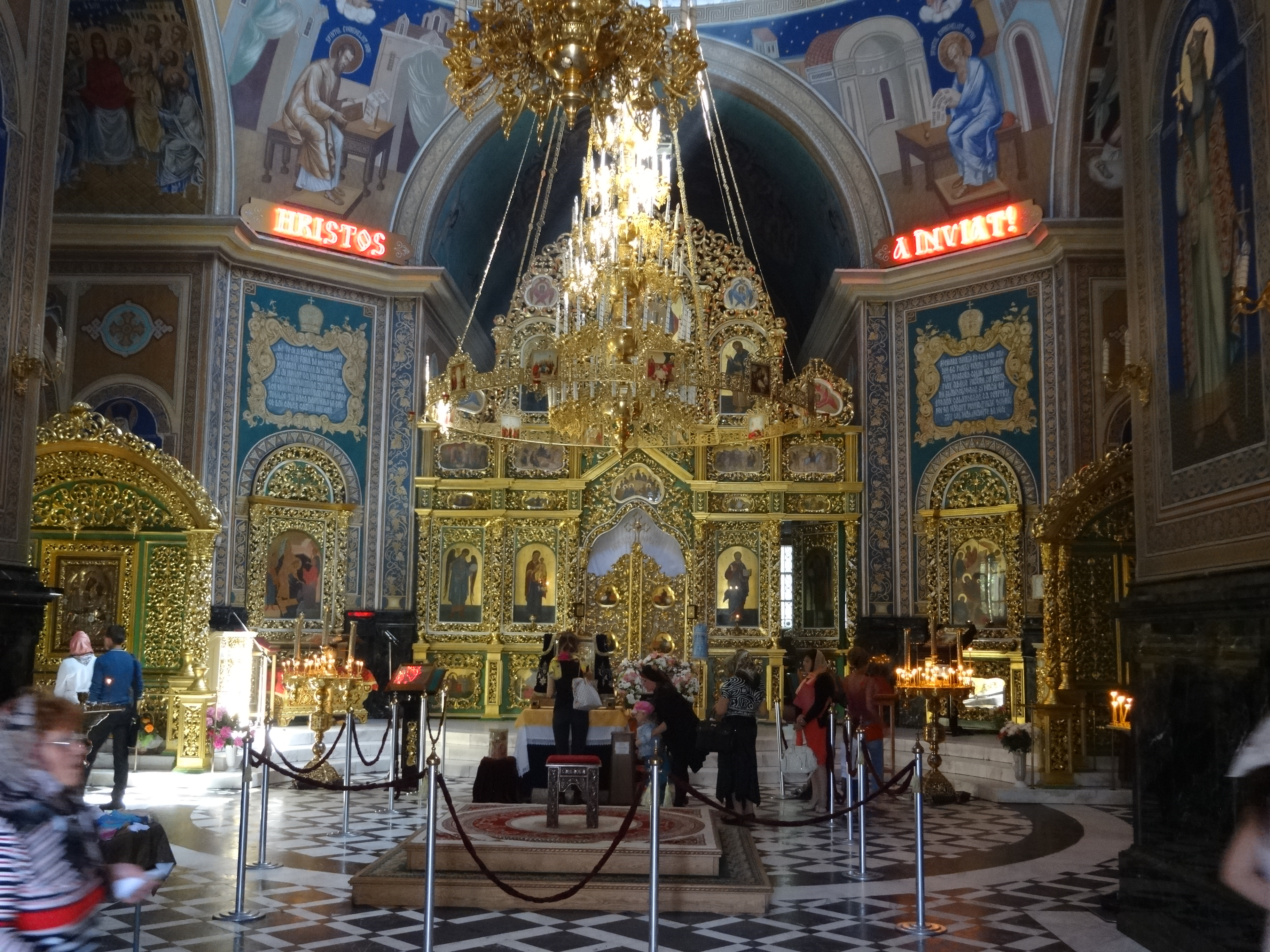
Veduta dell'interno

La cattedrale presenta una pianta a croce greca, con quattro facciate con quattro corrispettivi portici dotati di sei colonne ciascuno.
La cupola, sormontata da un tamburo cilindrico, è sostenuta da quattro pilastri a sezione quadrata, che ne sopportano il peso mediante quattro doppi archi e quattro pendenti. Il rivestimento della cupola, con le nervature radiali, è in lamiera di ferro. Attraverso l'ampio tamburo, largo 13 m, e con 12 finestre, l'interno è inondato di luce. Le superfici interne delle pareti e delle volte sono affrescate con soggetti biblici ed evangelici. Le parti intonacate suggeriscono l'impressione di piastrelle di marmo.